# حقیقت تلخ (فیلم ۱۹۲۹)
حقیقت تلخ (انگلیسی: The Awful Truth) فیلمی در ژانر کمدی رمانتیک و رمانتیک است که در سال ۱۹۲۹ منتشر شد. از بازیگران آن می‌توان به آینا کلر و هنری دانیل اشاره کرد.